# North Delta
North Delta är en så kallad sovstad i British Columbia. Ursprungligen hette platsen Annieville.

### Fotnoter
1. ↑  ”Name Details” (på engelska). Geo BC. http://apps.gov.bc.ca/pub/bcgnws/names/44920.html. Läst 1 februari 2014.